# 바이에른 경찰 박물관

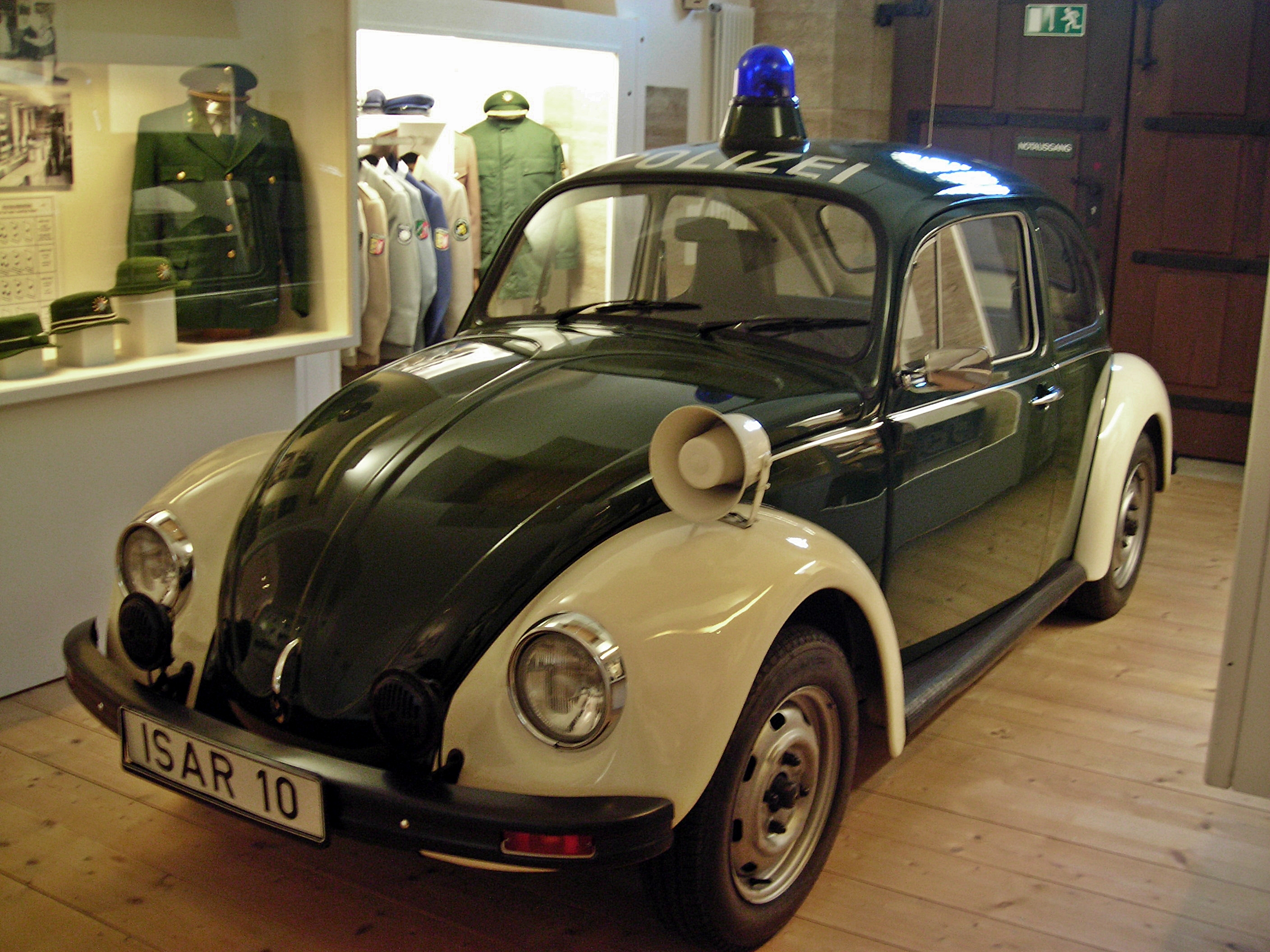
바이에른 경찰 박물관 내부

바이에른 경찰 박물관(독일어: Bayerisches Polizeimuseum)은 독일 바이에른주 잉골슈타트에 위치한 박물관이다.